# Beisebol nos Jogos Asiáticos de 2022
O beisebol nos Jogos Asiáticos de 2022 foi realizado em Shaoxing, na China, entre os dias de 26 de setembro a 7 de outubro de 2023. As seis melhores equipes classificadas avançaram para o sorteio principal. As três últimas equipes competiram, com os dois primeiros classificados avançando para o sorteio principal.
A equipe da Coreia do Sul venceu a competição em cima da equipe [en] Taipé Chinesa. Foi a quinta vitória do país na competição, sendo a quarta ganha de maneira consecutiva.

## Cronograma
| Q | Qualificação | P | Rodada preliminar | S | Super rodada | F | Finais |

| Evento↓/Data → | 26 Ter | 27 Qua | 28 Qui | 29 Sex | 30 Sáb | 1 Dom | 2 Seg | 3 Ter | 4 Qua | 5 Qui | 6 Sex | 7 Sáb |
| -------------- | ------ | ------ | ------ | ------ | ------ | ----- | ----- | ----- | ----- | ----- | ----- | ----- |
| Masculino      | Q      | Q      | Q      |        |        | P     | P     | P     |       | S     | S     | F     |

## Medalhistas
|  | KOR Coreia do Sul |  | TPE Taipé Chinês |  | JPN Japão |
|  | Moon Dong-ju Park Seong-han Kim Hye-seong Kim Ju-won Roh Si-hwan Kim Seong-yoon Moon Bo-gyeong Jang Hyun-seok Jung Woo-young Kim Young-kyu Won Tae-in Go Woo-suk Park Se-woong Kim Dong-heon Kim Hyung-jun Choi Won-jun Choi Ji-min Na Gyun-an Gwak Be-en Kang Baek-ho) Choi Ji-hoon Kim Ji-chan Park Yeong-hyun Yoon Dong-hee |  | Chen Min-sih Lin Tzu-hao Lin Tzu-wei Li I-wei Liao Chun-kai Cheng Tsung-che Lin Chia-cheng Gu Lin Ruei-yang Liu Chih-jung Wu Sheng-feng Wang Yan-cheng Shen Hao-Wei Wu Nien-Ting Lee Hao-Yu Chen Po-yu Lin Yu-min Cheng Hao-chun Lai Po-wei Yang Chen-yu Wang Cheng-hao Lin An-ko Lin Li Dai Pei-fong Pan Wen-hui |  | Kazuya Shimokawa Toshifumi Kaneko Shoji Kitamura Naoya Mochizuki Hisaya Nammoku Hiroki Nakagawa Motoki Mukoyama Jin Nakamura Masashi Maruyama Mizuki Kato Yoshiki Fuchigami Kisho Iwamoto Makoto Hori Yuki Katayama Katsutoshi Satake Shuichiro Kayo Shunya Morita Takehiro Tsujino Kohei Sasagawa Tatsuhiko Satoh Seifu Suzuki Ryo Kinami Ryuga Ihara Junichi Tazawa |

## Chaveamento
As seis equipes mais bem classificadas avançaram para a chave principal. As três equipes com menor classificação competiram na 1ª rodada, com o vencedor avançando para a chave principal. As equipes foram distribuídas de acordo com suas posições no Ranking Mundial da WBSC [en].

### Grupo A
- Japão
- China [en]
- Filipinas [en]
- Laos [ko]

### Grupo B
- Coreia do Sul
- Taipé Chinesa [en]
- Hong Kong [en]
- Tailândia [en]

### Primeira rodada
- Singapura [en]
- Tailândia [en]
- Laos [ko]

## Classificatória
| Pos | Equipe    | J | V | D | GP | GC | SG  | Pts | PD | Classificado |
| --- | --------- | - | - | - | -- | -- | --- | --- | -- | ------------ |
| 1   | Tailândia | 2 | 2 | 0 | 21 | 1  | +20 | 4   | —  | Round 2      |
| 2   | Laos      | 2 | 1 | 1 | 9  | 11 | −2  | 3   | 1  | Round 2      |
| 3   | Singapura | 2 | 0 | 2 | 7  | 25 | −18 | 2   | 2  |              |

| 26 de setembro 18:30 R1G1 | Laos | 1–4 Box Ficha | Tailândia | Centro Esportivo de Beisebol e Softbol de Shaoxing, Shaoxing |

| Equipe    | 1 | 2 | 3 | 4 | 5 | 6 | 7 | 8 | 9 | R | H | E |
| --------- | - | - | - | - | - | - | - | - | - | - | - | - |
| Laos      | 0 | 0 | 0 | 0 | 0 | 0 | 1 | 0 | 0 | 1 | 2 | 5 |
| Tailândia | 0 | 1 | 1 | 2 | 0 | 0 | 0 | 0 | X | 4 | 7 | 3 |

| 27 de setembro 18:30 | Singapura | 7–8 [Box Ficha] | Laos | Shaoxing Baseball and Softball Sports Center, Shaoxing |

| Equipe    | 1 | 2 | 3 | 4 | 5 | 6 | 7 | 8 | 9 | R | H  | E |
| Singapura | 0 | 2 | 0 | 0 | 0 | 2 | 2 | 1 | 0 | 7 | 11 | 2 |
| Laos      | 0 | 0 | 2 | 0 | 1 | 5 | 0 | 0 | X | 8 | 5  | 4 |

| 28 de setembro 18:30 | Tailândia | 17–0 [Box Ficha] | Singapura | Shaoxing Baseball and Softball Sports Center, Shaoxing |

| Equipe    | 1 | 2 | 3 | 4 | 5 | 6 | 7  | 8 | 9 | R  | H | E |
| --------- | - | - | - | - | - | - | -- | - | - | -- | - | - |
| Tailândia | 1 | 0 | 3 | 0 | 0 | 0 | 13 | – | – | 17 | 6 | 0 |
| Singapura | 0 | 0 | 0 | 0 | 0 | 0 | 0  | – | – | 0  | 1 | 0 |

### Grupo A
| Pos | Equipe    | J | V | D | GP | GC | SG  | Pts | PD | Classificado    |
| --- | --------- | - | - | - | -- | -- | --- | --- | -- | --------------- |
| 1   | China (H) | 3 | 3 | 0 | 18 | 0  | +18 | 6   | —  | Super Round     |
| 2   | Japão     | 3 | 2 | 1 | 24 | 1  | +23 | 5   | 1  | Super Round     |
| 3   | Filipinas | 3 | 1 | 2 | 7  | 8  | −1  | 4   | 2  | Placement Round |
| 4   | Laos      | 3 | 0 | 3 | 0  | 40 | −40 | 3   | 3  | Placement Round |

| 1 de outubro 12:00 | Laos | 0–15 [Box Ficha] | China | Shaoxing Baseball and Softball Sports Center, Shaoxing |

| Equipe | 1 | 2 | 3 | 4 | 5 | 6 | 7 | 8 | 9 | R  | H  | E |
| Laos   | 0 | 0 | 0 | 0 | 0 | – | – | – | – | 0  | 2  | 3 |
| China  | 2 | 4 | 0 | 0 | 9 | – | – | – | – | 15 | 11 | 0 |

| 1 de outubro 12:00 | Japão | 6–0 [Box Ficha] | Filipinas | Shaoxing Baseball and Softball Sports Center, Shaoxing |

| Equipe    | 1 | 2 | 3 | 4 | 5 | 6 | 7 | 8 | 9 | R | H  | E |
| Japão     | 3 | 0 | 0 | 0 | 1 | 0 | 1 | 1 | 0 | 6 | 10 | 0 |
| Filipinas | 0 | 0 | 0 | 0 | 0 | 0 | 0 | 0 | 0 | 0 | 3  | 0 |

| 2 de outubro 12:00 | Filipinas | 0–2 [Box Ficha] | China | Shaoxing Baseball and Softball Sports Center, Shaoxing |

| Equipe    | 1 | 2 | 3 | 4 | 5 | 6 | 7 | 8 | 9 | R | H | E |
| Filipinas | 0 | 0 | 0 | 0 | 0 | 0 | 0 | 0 | 0 | 0 | 2 | 3 |
| China     | 0 | 0 | 0 | 0 | 0 | 1 | 1 | 0 | X | 2 | 4 | 0 |

| 2 de outubro 18:30 | Laos | 0–18 [Box Ficha] | Japão | Shaoxing Baseball and Softball Sports Center, Shaoxing |

| Equipe | 1 | 2 | 3 | 4 | 5 | 6 | 7 | 8 | 9 | R  | H  | E |
| Laos   | 0 | 0 | 0 | 0 | 0 | – | – | – | – | 0  | 0  | 0 |
| Japão  | 3 | 0 | 6 | 9 | X | – | – | – | – | 18 | 11 | 0 |

| 3 de outubro 18:30 | China | 1–0 [Box Ficha] | Japão | Shaoxing Baseball and Softball Sports Center, Shaoxing |

| Equipe | 1 | 2 | 3 | 4 | 5 | 6 | 7 | 8 | 9 | R | H | E |
| China  | 0 | 1 | 0 | 0 | 0 | 0 | 0 | 0 | 0 | 1 | 5 | 2 |
| Japão  | 0 | 0 | 0 | 0 | 0 | 0 | 0 | 0 | 0 | 0 | 2 | 0 |

| 3 de outubro 18:30 | Filipinas | 7–0 [Box Ficha] | Laos | Shaoxing Baseball and Softball Sports Center, Shaoxing |

| Equipe    | 1 | 2 | 3 | 4 | 5 | 6 | 7 | 8 | 9 | R | H  | E |
| Filipinas | 2 | 1 | 1 | 1 | 0 | 0 | 1 | 1 | 1 | 7 | 12 | 2 |
| Laos      | 0 | 0 | 0 | 0 | 0 | 0 | 0 | 0 | 0 | 0 | 3  | 3 |

### Grupo B
| Pos | Equipe        | J | V | D | GP | GC | SG  | Pts | PD | Classificado    |
| --- | ------------- | - | - | - | -- | -- | --- | --- | -- | --------------- |
| 1   | Taipé Chinesa | 3 | 3 | 0 | 31 | 1  | +30 | 6   | —  | Super Round     |
| 2   | Coreia do Sul | 3 | 2 | 1 | 27 | 4  | +23 | 5   | 1  | Super Round     |
| 3   | Hong Kong     | 3 | 1 | 2 | 8  | 25 | −17 | 4   | 2  | Placement Round |
| 4   | Tailândia     | 3 | 0 | 3 | 1  | 37 | −36 | 3   | 3  | Placement Round |

| 1 de outubro 18:30 | Hong Kong | 0–10 [Box Ficha] | Coreia do Sul | Shaoxing Baseball and Softball Sports Center, Shaoxing |

| Equipe        | 1 | 2 | 3 | 4 | 5 | 6 | 7 | 8 | 9 | R  | H  | E |
| Hong Kong     | 0 | 0 | 0 | 0 | 0 | 0 | 0 | 0 | – | 0  | 2  | 3 |
| Coreia do Sul | 1 | 0 | 0 | 2 | 0 | 0 | 0 | 7 | – | 10 | 13 | 0 |

| 1 de outubro 18:30 | Tailândia | 1–12 [Box Ficha] | Taipé Chinesa | Shaoxing Baseball and Softball Sports Center, Shaoxing |

| Equipe        | 1 | 2 | 3 | 4 | 5 | 6 | 7 | 8 | 9 | R  | H  | E |
| Tailândia     | 1 | 0 | 0 | 0 | 0 | 0 | 0 | – | – | 1  | 5  | 3 |
| Taipé Chinesa | 0 | 0 | 7 | 1 | 2 | 2 | X | – | – | 12 | 10 | 0 |

| 2 de outubro 12:00 | Hong Kong | 8–0 [Box Ficha] | Tailândia | Shaoxing Baseball and Softball Sports Center, Shaoxing |

| Equipe    | 1 | 2 | 3 | 4 | 5 | 6 | 7 | 8 | 9 | R | H  | E |
| Hong Kong | 2 | 0 | 1 | 1 | 1 | 3 | 0 | 0 | 0 | 8 | 12 | 1 |
| Tailândia | 0 | 0 | 0 | 0 | 0 | 0 | 0 | 0 | 0 | 0 | 3  | 4 |

| 2 de outubro 18:30 | Coreia do Sul | 0–4 [Box Ficha] | Taipé Chinesa | Shaoxing Baseball and Softball Sports Center, Shaoxing |

| Equipe        | 1 | 2 | 3 | 4 | 5 | 6 | 7 | 8 | 9 | R | H | E |
| Coreia do Sul | 0 | 0 | 0 | 0 | 0 | 0 | 0 | 0 | 0 | 0 | 6 | 0 |
| Taipé Chinesa | 1 | 0 | 0 | 1 | 0 | 0 | 0 | 2 | X | 4 | 7 | 0 |

| 3 de outubro 12:00 | Taipé Chinesa | 15–0 [Box Ficha] | Hong Kong | Shaoxing Baseball and Softball Sports Center, Shaoxing |

| Equipe        | 1 | 2 | 3 | 4 | 5 | 6 | 7 | 8 | 9 | R  | H | E |
| ------------- | - | - | - | - | - | - | - | - | - | -- | - | - |
| Taipé Chinesa | 2 | 0 | 2 | 1 | 5 | 5 | – | – | – | 15 | 9 | 1 |
| Hong Kong     | 0 | 0 | 0 | 0 | 0 | 0 | – | – | – | 0  | 1 | 2 |

| 3 de outubro 12:00 | Tailândia | 0–17 [Box Ficha] | Coreia do Sul | Shaoxing Baseball and Softball Sports Center, Shaoxing |

| Equipe        | 1 | 2 | 3 | 4  | 5 | 6 | 7 | 8 | 9 | R  | H  | E |
| Tailândia     | 0 | 0 | 0 | 0  | 0 | – | – | – | – | 0  | 4  | 2 |
| Coreia do Sul | 2 | 4 | 1 | 10 | X | – | – | – | – | 17 | 11 | 0 |

### Rodada de colocação
| Pos | Equipe    | J | V | D | GP | GC | SG  | Pts | PD |  |
| --- | --------- | - | - | - | -- | -- | --- | --- | -- |  |
| 1   | Filipinas | 3 | 3 | 0 | 23 | 2  | +21 | 6   | —  |  |
| 2   | Hong Kong | 3 | 2 | 1 | 20 | 5  | +15 | 5   | 1  |  |
| 3   | Tailândia | 3 | 1 | 2 | 7  | 19 | −12 | 4   | 2  |  |
| 4   | Laos      | 3 | 0 | 3 | 0  | 24 | −24 | 3   | 3  |  |

| 5 de outubro 12:00 | Laos | 0–6 [Box Ficha] | Tailândia | Shaoxing Baseball and Softball Sports Center, Shaoxing |

| Equipe    | 1 | 2 | 3 | 4 | 5 | 6 | 7 | 8 | 9 | R | H | E |
| Laos      | 0 | 0 | 0 | 0 | 0 | 0 | 0 | 0 | 0 | 0 | 2 | 2 |
| Tailândia | 0 | 0 | 0 | 0 | 6 | 0 | 0 | 0 | X | 6 | 5 | 1 |

| 5 de outubro 18:30 | Hong Kong | 1–5 [Box Ficha] | Filipinas | Shaoxing Baseball and Softball Sports Center, Shaoxing |

| Equipe    | 1 | 2 | 3 | 4 | 5 | 6 | 7 | 8 | 9 | R | H | E |
| Hong Kong | 0 | 0 | 0 | 1 | 0 | 0 | 0 | 0 | 0 | 1 | 9 | 3 |
| Filipinas | 2 | 0 | 0 | 0 | 0 | 0 | 2 | 1 | X | 5 | 7 | 0 |

| 6 de outubro 12:00 | Tailândia | 1–11 [Box Ficha] | Filipinas | Shaoxing Baseball and Softball Sports Center, Shaoxing |

| Equipe    | 1 | 2 | 3 | 4 | 5 | 6 | 7 | 8 | 9 | R  | H  | E |
| Tailândia | 0 | 0 | 0 | 0 | 0 | 1 | 0 | 0 | – | 1  | 4  | 1 |
| Filipinas | 3 | 0 | 2 | 3 | 0 | 0 | 2 | 1 | – | 11 | 17 | 0 |

| 6 de outubro 18:30 | Laos | 0–11 [Box Ficha] | Hong Kong | Shaoxing Baseball and Softball Sports Center, Shaoxing |

| Equipe    | 1 | 2 | 3 | 4 | 5 | 6 | 7 | 8 | 9 | R | H | E |
| --------- | - | - | - | - | - | - | - | - | - | - | - | - |
| Laos      | 0 | 1 | 0 | 1 | 0 | 0 |   |   | 2 | 8 | 0 |   |
| Hong Kong | 0 | 0 | 0 | 0 | 0 | 0 |   |   | 0 | 3 | 1 |   |

### Super round
| Pos | Equipe    | J | V | D | GP | GC | SG  | Pts | PD | Classificado    |
| --- | --------- | - | - | - | -- | -- | --- | --- | -- | --------------- |
| 1   | China     | 3 | 3 | 0 | 18 | 0  | +18 | 6   | —  | Super Round     |
| 2   | Japão     | 3 | 2 | 1 | 24 | 1  | +23 | 5   | 1  | Super Round     |
| 3   | Filipinas | 3 | 1 | 2 | 7  | 8  | −1  | 4   | 2  | Placement Round |
| 4   | Laos      | 3 | 0 | 3 | 0  | 40 | −40 | 3   | 3  | Placement Round |

| 5 de outubro 12:00 | Japão | 0–2 [Box Ficha] | Coreia do Sul | Shaoxing Baseball and Softball Sports Center, Shaoxing |

| Equipe        | 1 | 2 | 3 | 4 | 5 | 6 | 7 | 8 | 9 | R | H | E |
| Japão         | 0 | 0 | 0 | 0 | 0 | 0 | 0 | 0 | 0 | 0 | 5 | 0 |
| Coreia do Sul | 0 | 0 | 0 | 0 | 0 | 1 | 0 | 1 | X | 2 | 6 | 1 |

| 5 de outubro 18:30 | Taipé Chinesa | 4–1 [Box Ficha] | China | Shaoxing Baseball and Softball Sports Center, Shaoxing |

| Equipe        | 1 | 2 | 3 | 4 | 5 | 6 | 7 | 8 | 9 | R | H | E |
| Taipé Chinesa | 2 | 0 | 0 | 0 | 1 | 0 | 0 | 1 | 0 | 4 | 6 | 1 |
| China         | 0 | 0 | 0 | 0 | 1 | 0 | 0 | 0 | 0 | 1 | 6 | 1 |

| 6 de outubro 12:00 | Coreia do Sul | 8–1 [Box Ficha] | China | Shaoxing Baseball and Softball Sports Center, Shaoxing |

| Equipe        | 1 | 2 | 3 | 4 | 5 | 6 | 7 | 8 | 9 | R | H  | E |
| Coreia do Sul | 0 | 3 | 1 | 2 | 0 | 0 | 0 | 2 | 0 | 8 | 16 | 0 |
| China         | 0 | 0 | 0 | 0 | 0 | 0 | 0 | 1 | 0 | 1 | 6  | 2 |

| 6 de outubro 18:30 | Japão | 2–0 [Box Ficha] | Taipé Chinesa | Shaoxing Baseball and Softball Sports Center, Shaoxing |

O jogo foi interrompido às 20h29, no início da 7ª entrada, devido às fortes chuvas. O jogo acabou sendo cancelado após 60 minutos, levando em consideração apenas o placar após 6 entradas.
| Equipe        | 1 | 2 | 3 | 4 | 5 | 6 | 7 | 8 | 9 | R | H | E |
| ------------- | - | - | - | - | - | - | - | - | - | - | - | - |
| Japão         | 0 | 1 | 0 | 1 | 0 | 0 |   |   |   | 2 | 8 | 0 |
| Taipé Chinesa | 0 | 0 | 0 | 0 | 0 | 0 |   |   |   | 0 | 3 | 1 |

### Rodada final

#### Jogo da medalha de bronze
| 7 de outubro 12:00 | Japão | 4–3 [Box Ficha] | China | Shaoxing Baseball and Softball Sports Center, Shaoxing |

| Equipe | 1 | 2 | 3 | 4 | 5 | 6 | 7 | 8 | 9 | R | H | E |
| ------ | - | - | - | - | - | - | - | - | - | - | - | - |
| Japão  | 0 | 2 | 0 | 0 | 0 | 0 | 0 | 2 | 0 | 4 | 6 | 0 |
| China  | 1 | 0 | 2 | 0 | 0 | 0 | 0 | 0 | 0 | 3 | 7 | 2 |

#### Jogo da medalha de ouro
| 7 de outubro 18:00 Final | Coreia do Sul | 2–0 [Box Ficha] | Taipé Chinesa | Shaoxing Baseball and Softball Sports Center, Shaoxing |

| Equipe        | 1 | 2 | 3 | 4 | 5 | 6 | 7 | 8 | 9 | R | H | E |
| ------------- | - | - | - | - | - | - | - | - | - | - | - | - |
| Coreia do Sul | 0 | 2 | 0 | 0 | 0 | 0 | 0 | 0 | 0 | 2 | 6 | 0 |
| Taipé Chinesa | 0 | 0 | 0 | 0 | 0 | 0 | 0 | 0 | 0 | 0 | 5 | 0 |

## Posição final
| Pos. | Time               | Partidas | Vitórias | Derrotas |
| ---- | ------------------ | -------- | -------- | -------- |
| 1    | Coreia do Sul      | 6        | 5        | 1        |
| 2    | Taipé Chinesa [en] | 6        | 4        | 2        |
| 3    | Japão              | 6        | 4        | 2        |
| 4    | China [en]         | 6        | 3        | 3        |
| 5    | Filipinas [en]     | 5        | 3        | 2        |
| 6    | Hong Kong [en]     | 5        | 2        | 3        |
| 7    | Tailândia [en]     | 7        | 3        | 4        |
| 8    | Laos [ko]          | 7        | 1        | 6        |
| 9    | Singapura [en]     | 2        | 0        | 2        |